# 沈阳理工大学
沈阳理工大学（英语：Shenyang Ligong University，缩写：SYLU），简称：沈理工，创建于1948年，是中国人民解放军在东北地区创建的第一所本科军工高等学校，为“兵工七子”高校之一。
曾用名东北军工专门学校、沈阳工业学院等，先后隶属于中国人民解放军东北军工部、中央兵工总局、兵器工业部、国家机械工业委员会、机械电子工业部、中国兵器工业总公司等，1999年划归辽宁省管理，2004年更为现名。
学校隶属于辽宁省人民政府，由辽宁省与国家国防科技工业局、中国兵器工业集团公司和中国兵器装备集团公司共同建设。

## 现状

### 重点实验室
国家级重点实验室：国家863空间信息安全基础技术重点实验室
国家级科研中心： 
国家级沈阳中俄科技合作基地
(1)中俄风洞实验室
(2)中俄高能束流实验室
(3)中俄微波武器实验室
(4)中俄激光技术实验室
国家级科普教育基地：
兵器博物馆
辽宁省高等学校重大科技平台：
现代兵器技术与装备工程研究中心
省部级重点实验室： 
(1)兵器工业数控加工技术实验室（原加工中心实验室）：1996年被中国兵器工业总公司批准为兵器工业总公司重点实验室
(2)兵器工业润滑技术研究中心：1991年由中国兵器工业总公司批准
(3)兵器工业材料成型及控制实验室 ：1993被批准为部级重点实验室
(4)辽宁省兵器科学技术重点实验室：2004年申报并获得批准 
(5)辽宁省先进制造技术与装备重点实验室
(6)辽宁省金属材料先进加工技术重点实验室
(7)辽宁省信息网络与信息对抗技术重点实验室
(8)辽宁省激光与光信息技术重点实验室
(9)辽宁省废水治理技术重点实验室
(10)辽宁省现代毁伤控制技术与装备工程实验室
省部级工程中心：
兵器工业润滑技术研究中心
兵器工业高速切削工程中心
辽宁省高速切削技术工程中心
辽宁省高校通信与网络工程中心
辽宁省通信网络工程技术研究中心
辽宁省往复压缩机工程技术研究中心
辽宁省特种储备电源工程技术研究中心
辽宁省成套装备控制工程技术研究中心
辽宁省金属表面处理工程技术研究中心
辽宁省汽车噪声震动和安全工程技术研究中心

## 院系
学校设有14个学院
- 机械工程学院
- 汽车与交通学院
- 信息科学与工程学院
- 自动化与电气工程学院
- 经济管理学院
- 材料科学与工程学院
- 环境与化学工程学院
- 外国语学院
- 装备工程学院
- 理学院
- 建筑学院
- 艺术设计学院
- 研究生学院
- 继续教育学院

## 精神传统

### 校训
- 校训: 弘志励学 德才并蓄

起源：
- 兵工精神:爱国奉献、自强不息、求真务实、追求卓越

### 校歌
- 《青春赞歌》

## 校园设施
乒乓球馆，艺帆馆（已建成），游泳馆(外壳建成后即停工至今)，篮球馆，篮球场（露天），小足球场，大足球场（龙翔体育场），小体育场，兵器博物馆

## 历届领导
- 贾春德
- 刑贵和
- 王军
- 刘军

## 著名校友

### 学者
- 谢光选 中国科学院院士

### 军政人物
*江泽民 54年就读于学院北区留苏预备部 班主任王喜志
陆昊
徐斌
蒋洪运
林溪石

## 友好学校
- 西安大略大学 (加拿大) 1985年
- 达姆施塔特工业大学 (德国) 1991年
- 基辅工学院 (乌克兰) 1991年
- 斯图加特大学 (德国) 1991年
- 阿伦应用科学与技术大学 (德国) 1992年5月
- 新奥尔良大学工程学院 (美国) 1994年5月
- 圣彼得堡光机学院 (俄罗斯) 1993年10月
- 敖德萨工业大学 (乌克兰) 1993年6月
- 南亚尔伯达省理工学院 (加拿大) 1994年6月
- 伊尔库茨克国立经济大学 (俄罗斯) 1995年11月
- 奥卢理工学院 (芬兰) 1996年6月
- 坦佩雷理工学院 (芬兰) 1996年6月
- 伊利诺斯理工大学斯图尔特商学院 (美国) 1997年9月
- 伊尔库茨克国立技术大学 (俄罗斯) 1997年
- 扎巴罗热国家工业大学 (乌克兰) 1998年
- 首都高等学院 (马来西亚) 1998年
- 托姆斯克理工大学 (俄罗斯) 1999年
- 丰桥科技大学 (日本) 1999年12月
- 卢顿大学 (英国)  1999年9月
- 巴拉瑞特大学 (澳大利亚)  2000年10月
- 托姆斯克电子技术大学 (俄罗斯)  2001年3月
- 得蒙福特大学 (英国)  2002年4月
- 莫斯科国立艺术大学 (俄罗斯)  2003年8月
- 莫斯科舞蹈学院 (俄罗斯)  2003年8月
- 莫斯科国立艺术大学 (俄罗斯)  2003年8月
- 玛拉斯比那大学 (加拿大)  2003年7月
- 托姆斯克国立大学 (俄罗斯)  2003年10月
- 托姆斯克国立控制系统及无线电电子大学 (俄罗斯)  2003年8月
- 长尔斯鲁厄大学 (德国)  2005年3月
- 庆一大学 (韩国)  2005年7月
- 大丘未来大学 (韩国)  2006年4月

## 合作机构
- 奥夫绍光学公司 (美国)  1998年
- 西伯利亚强流电子研究所 (俄罗斯)  2001年3月
- 西伯利亚光学研究所 (俄罗斯)  2001年3月
- 西伯利亚强度物理与材料科学研究所 (俄罗斯)  2001年3月
- 新西伯利亚国际教育中心 (俄罗斯)  2005年4月